# Kamov Ka-118
Kamov Ka-118 là một đề án trực thăng đa năng hạng nhẹ với cấu hình NOTAR (NO TAil Rotor) dựa trên thiết kế của McDonnell Douglas.

## Tính năng kỹ chiến thuật (theo thiết kế)
Đặc điểm tổng quát
- Kíp lái: 1-2 phi công
- Sức chứa: 4-5 hành khách, hoặc lên tới 700 kg (1.540 lb) hàng hóa.
- Chiều dài: 10.00 m (32 ft 10 in)
- Đường kính rô-to chính:  11.00 m (36 ft 1 in)
- Chiều cao: 2.60 m (8 ft 6 in)
- Diện tích rô-to chính: 95.0 m2 (1,020 ft2)
- Trọng lượng có tải: 2.150 kg (4.730 lb)
- Powerplant: 1 × Omsk TVO-100, 522 kW (700 hp)

Hiệu suất bay
- Vận tốc cực đại: 300 km/h (190 mph)
- Trần bay: 6.150 m (20.200 ft)